# Епархия Керри
Епархия Керри (лат. Dioecesis Kerriensis, ирл. Deoise Chiarraí) — диоцез Римско-католической церкви, в составе митрополии Кашела и Эмли в Ирландии. Основан в 1111 году.
В настоящее время (последние данные представлены в 2006 году) площадь диоцеза составляет 5 300 км² с населением в 136 000 человек, из которых 130 000 человек исповедуют католицизм и являются членами Римско-католической церкви. Клир епархии включает 127 священников (116 епархиальных и 11 монашествующих), 24 монахов и 270 монахинь.
С 2013 года епархией управляет епископ Рэймонд Браун. Епархиальное управление находится в городе Килларни, Керри.

## Территория
В юрисдикцию епархии входит 54 прихода на территории большей части графства Керри и небольшой части графства Корк, в провинции Манстер, в Ирландии. Название диоцеза происходит от названия одноимённого графства. До 20 декабря 1952 года диоцез назывался епархией Керри и Агэди, а до этого епархией Ардферта и Агэди.
Кафедра епископа находится в храме Святой Марии в городе Килларни. Собор был освящён 22 августа 1855 года епископом Корнелиусом Иганом.

## История

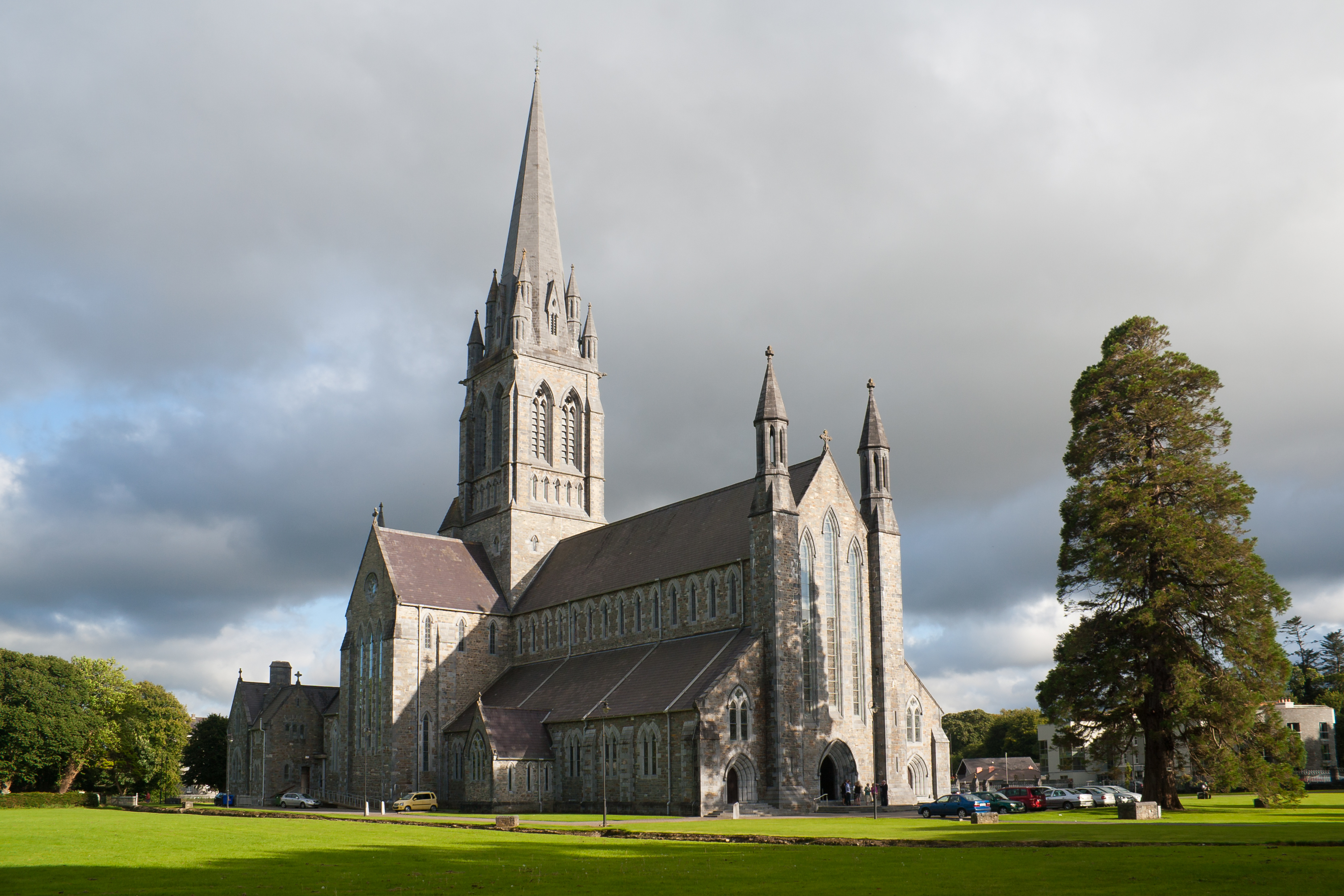
Собор Святой Марии в Килларни

Христианство на территории епархии появилось в V веке при святом Бенигне, ученике святого Патрика. В VI веке проповедь продолжил и завершил святой Эрк, епископ-миссионер, избравший резиденцией Ардферт. Он был другом и наставником святого Брендана, покровителя современной епархии Керри. В том же веке святой Финан основал монастырь в Агэди и стал его настоятелем. Вскоре он был хиротонисан в епископы. Им же были основаны известные монастырь и школа на острове Иннисфаллен.
До начала XII века кафедры в Ардферте и Агэди существовали раздельно. Сохранились записи о нескольких епископах, возглавлявших эти епархии. В 1111 году на соборе в Рэтбрессиле кафедры были объединены в одну епархию с местопребыванием епископа в Рэтхэссе, недалеко от Трали. Но уже в 1117 году первый епископ новой епархии был похоронен в Ардферте, а в 1152 году на соборе в Келлс епископ Мак-Ронан, представлял диоцез как епископ Керри с кафедрой в Ардферте. Позднее за диоцезом закрепилось название епархии Ардферта и Агэди. Кафедра диоцеза находилась при церкви Святого Брендана в Ардферте, построенной самим святым в VI веке.

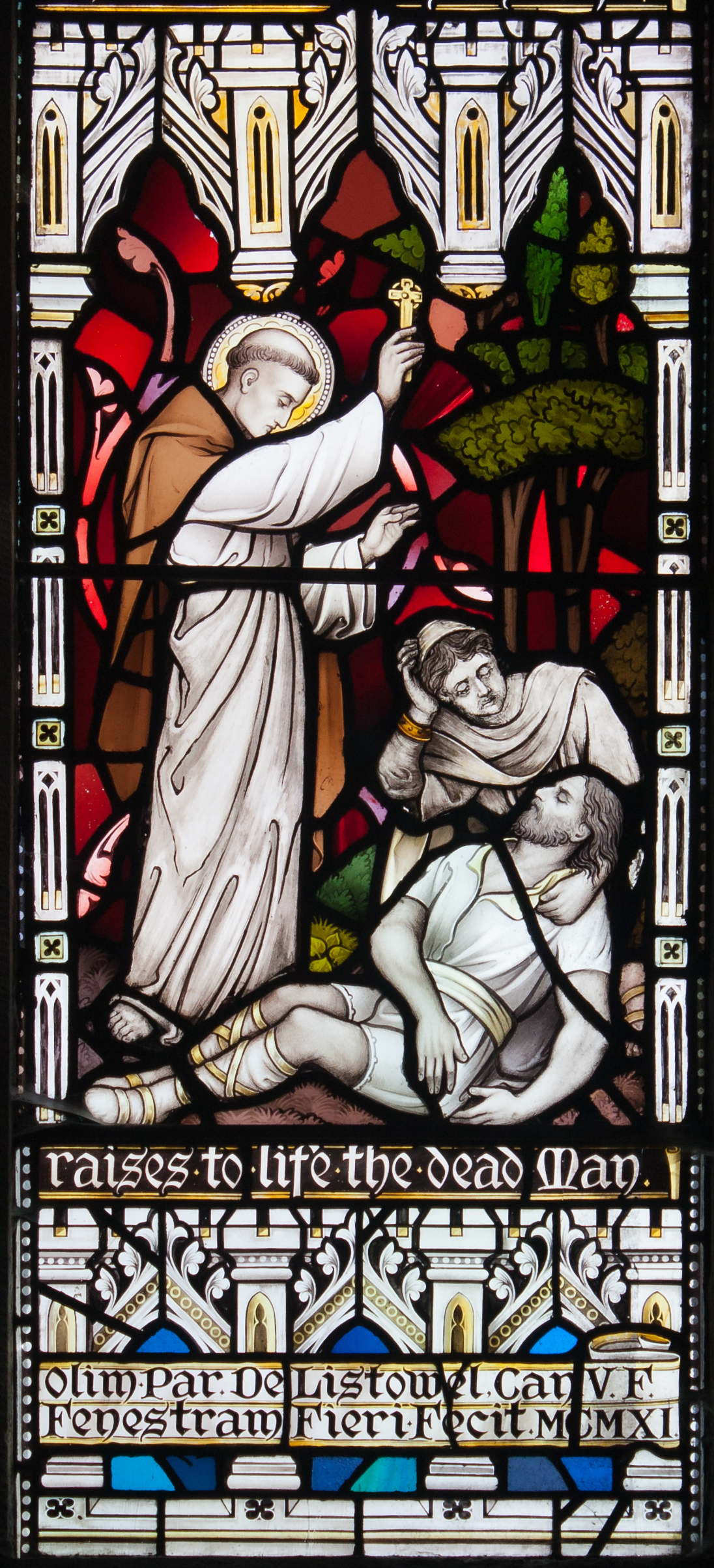
Святой Брендан (память 16 мая), покровитель епархии Керри. Фрагмент витража «Святой Брендан воскрешает умершего» в соборе Девы Марии в Килларни (1911)

В XII веке епископы Ардферта и Агэди часто назывались епископами Западного Мунстера. Около 1188 года в состав диоцеза вошла часть территории упразднённой епархии Иннискаттери на острове Скаттери. В 1200 году о диоцезе в своём письме к архиепископу Армы и епископам Килмакдуга и Клонферта упомянул римский папа Иннокентий III.
После нормандского завоевания Ирландии епископами на кафедру Ардферта ставились, главным образом, англичане. В это же время на территории епархии появились монашеские ордена. В XII веке цистерцианцы основали аббатство в Аббидорни, а августинцы-каноники аббатства в Ратту и Киллага. В XIII—XV веках в епархии активно действовали нищенствующие монашеские ордена доминиканцев в Трали и францисканцев в Ардферте, Макроссе и Лислогтэне.
Во время Реформации в Ирландии в XVI веке все аббатства и монастыри на территории диоцеза были уничтожены протестантами. Ими же из епархии было изгнано всё католическое духовенство. В следующем веке гонения на католиков в Ирландии усилились, и кафедра дважды длительное время оставалась вдовствующей: с 1601 по 1641 год и с 1653 по 1703 год. В это время она управлялась апостольскими викариями. Священники для епархии обучались в семинариях для ирландцев на континенте.
В 1641 году первым епископом Ардферта и Агэди, получившим образование заграницей, стал Ричард ОʼКоннел. Он также был первым епископом, поселившимся в Килларни, куда впоследствии была перенесена кафедра из разрушенного собора в Ардферте. Им была основана семинария в Трали. Три священника, преподававших в этом учебном заведении, Тэд Мориарти (O.P.), Конор Маккарти (P.P.) и Фрэнсис ОʼСэлливан (O.F.M.) были замучены протестантами во время вторжения в Ирландию армии Оливера Кромвеля. В настоящее время идёт процесс по причислению их к лику блаженных.
В XVIII веке, несмотря на продолжавшееся преследование католиков, особенно после принятия Уголовных законов, епископская преемственность на кафедре больше не прерывалась. Католическое духовенство строго контролировалось государством. В епархии действовали несколько приходов, богослужения в которых, по большей части, совершались в деревенских домах.
В XIX веке гонения на католиков в Ирландии прекратились. В Килларни была открыта семинария, готовившая священников, как для внутренней, так и для внешней миссии. На территории епархии снова появились католические монашеские ордена, а с ними монастыри и учебные заведения. Среди епископов, возглавлявших епархию в это время, особо выделяются Корнелиус Иган — духовник, основатель монастырей и школ и Дэвид Мориарти — ирландский патриот.
Во время страшного голода в Ирландии в 1845—1849 годах, пятая часть населения диоцеза умерла или была вынуждена эмигрировать. Клир епархии во главе с епископом оказывал всестороннюю помощь прихожанам: приходские священники и монашествующие ухаживали за больными, распределяли продовольствие, кормили обедами голодающих.
К XIX веку древние соборы — Святого Брендана в Ардферте и Святой Троицы в Агэди находились в руинированном состоянии. Строительство нового собора в Килларни на месте приходской церкви началось ещё в 1840 году и продолжалось до 1890 года. Храм в неоготическом стиле был построен по проекту архитектора Огастэса Уэлби Пьюджина. 18 мая 1858 года бреве римского папы блаженного Пия IX окончательно утвердило кафедру за этой церковью. Тогда же диоцез получил название епархии Керри и Агэди. 20 декабря 1952 года декретом «С недавнего времени» (лат. Cum nuper) римского папы Пия XII диоцез был переименован в епархию Керри.
В начале XXI века в диоцезе разгорелся скандал, причиной которого стали обвинения в сексуальном насилии над несовершеннолетними, предъявленные нескольким священникам епархии. К 2013 году поступило 67 заявлений о злоупотреблениях подобного рода на 21 священника епархии, служивших в диоцезе с 1975 года по настоящее время. Тщательное расследование выявило несколько эпизодов с одним из бывших священников, по которым было выдвинуто обвинение. Епархия выплатила пострадавшим компенсации общей суммой в 800 000 евро. Также удалось установить, что один священник, был преднамеренно оклеветан.

## Ординарии епархии
В настоящее время римско-католическую кафедру Керри возглавляет 49-й епископ Рэймонд Браун.

## Видеозаписи
- The Kerry Bishops — «Епископы Керри» (О епископах занимавших кафедру Керри в XX веке). (англ.)